# Aglais grueti
Aglais grueti är en fjärilsart som beskrevs av Corselle 1882. Aglais grueti ingår i släktet Aglais och familjen praktfjärilar. Inga underarter finns listade i Catalogue of Life.